# Liste der Monuments historiques in Pantin
Die Liste der Monuments historiques in Pantin führt die Monuments historiques in der französischen Gemeinde Pantin auf.

## Liste der Bauwerke
| Bezeichnung                    | Beschreibung | Standort                                            | Kennzeichnung | Schutzstatus | Datum | Bild           |
| ------------------------------ | ------------ | --------------------------------------------------- | ------------- | ------------ | ----- | -------------- |
| Kirche St-Germain              |              | Place de l’Église (Lage)                            | PA00079943    | Classé       | 1978  | weitere Bilder |
| Groupe scolaire (Schulzentrum) |              | 30, rue Méhul (Lage)                                | PA93000005    | Inscrit      | 1997  | weitere Bilder |
| Hôtel particulier              |              | 57, rue Charles-Auray Impasse de Romainville (Lage) | PA00079944    | Inscrit      | 1984  | weitere Bilder |
| Hôtel de Ville                 |              | 45, avenue du Général-Leclerc (Lage)                | PA93000074    | Inscrit      | 2017  | weitere Bilder |
| Schwimmbad                     |              | 47, avenue du Général-Leclerc (Lage)                | PA93000006    | Inscrit      | 1997  | weitere Bilder |
| Schiffshebewerk                |              | 49, avenue du Général-Leclerc (Lage)                | PA93000007    | Inscrit      | 1997  |                |

## Liste der Objekte
- Monuments historiques (Objekte) in Pantin in der Base Palissy des französischen Kultusministeriums